# Street Gears
Street Gears est un jeu de rôle en ligne massivement multijoueur développé par nFlavor et édité dans ses versions française et allemande par Gala Networks Europe Ltd. Mêlant des mécanismes de jeu issus des jeux de course et des MMORPG classiques, il propose aux joueurs d'incarner un Rider, un personnage adepte du roller en ligne, et de le faire évoluer au fil de quêtes et de courses dans un univers persistant à l'ambiance manga. Street Gears reprend le modèle économique du free to play, c'est-à-dire qu'il est entièrement gratuit avec une boutique permettant d'acheter divers objets, notamment des habits, facultatifs pour son personnage. 
Gpotato, l'exploitant européen du jeu, a annoncé la fermeture définitive des serveurs pour le 31 janvier 2012 à la suite de l'arrêt de son contrat d'édition européen avec nFlavor. Depuis 2021, un serveur privé du nom de Project Street Gears a ouvert et permet de rejouer au jeu.

## Park Town, la ville persistante
Street Gears s'organise autour d'une ville persistante nommée Park Town. Diverses actions sont possibles dans cette ville, comme la discussion avec les autres joueurs, le shopping dans les différentes boutiques, la discussion avec plusieurs personnages non joueurs de la ville, ou encore différents mini-jeux :
- L'Étoile Filante : Un tremplin géant permettant aux joueurs d'effectuer des sauts et des figures afin de gagner des points qui seront ensuite comptabilisés dans un classement global.
- Le Slalom : Un parcours de slalom entre différents plots à effectuer en un temps limité. Un joueur du nom de Nathanc enchainait les records.
- Le Quiz : Un jeu de questions-réponses auquel un grand nombre de joueurs peuvent participer simultanément.

Les personnages principaux rythment la vie de Street Gears. En plus d'être présents dans des quêtes, ils sont les archétypes utilisables par les joueurs pour créer leur propre avatar. Entre autres :
- Rookie : Jeune adolescent fan de hip-hop, il représente l'aspect "liberté" et "freestyle" du roller
- Luna : Ancienne mannequin devenue championne de roller, elle incarne le côté sexy du jeu
- Tippy : Jeune adolescente fan de mangas, elle incarne le côté "mignon" du jeu
- Rush : Ancien militaire, Rush est un personnage fort et puissant, adoptant un style très agressif
- Brian : Agent secret, Brian est venu enquêter à Park Town
- Kara : Jeune adolescente, Kara s'est installée à Park Town pour vivre pleinement sa passion du roller

## Les courses
Les courses sont au cœur du gameplay de Street Gears, et sont accessibles depuis Park Town. Chaque course se fait sur un circuit parmi huit (au minimum) et est disponible en deux modes:
- Le Mode Vitesse: Dans ce mode, le temps nécessaire pour effectuer les différentes figures acrobatiques est limité, mais en contrepartie, chaque trick correctement effectué remplit la jauge d’énergie du rider qui peut alors enclencher plus souvent son boost de vitesse. Attention cependant, car une collision avec un objet du décor ou un autre joueur à trop grande vitesse inflige de lourds dégâts et pénalités. Le meilleur joueur du jeu de 2009 - 2012 semble être Nathanc.
  - Le Mode Vitesse Équipe: Ce mode se déroule de la même façon que la vitesse solo, mais avec des partenaires.
- Le Mode Item: Ce mode permet aux riders de ramasser différents objets bonus sur le parcours et de les utiliser pour accéder à la victoire. Une dizaine d’objets sont accessibles, allant de la flaque d’huile destinée à ralentir les adversaires à la boisson énergisante remplissant la jauge de boost en passant par le rayon emprisonnant un adversaire dans la glace. Tout est bon pour atteindre la victoire, et en Mode Item, c’est souvent le plus malin qui l’emporte.
  - Le Mode Item Équipe Ce mode se déroule de la même façon que la course en item solo sauf qu'il se joue avec des partenaires.

## Les tricks
Les tricks sont différentes acrobaties qu'il est possible d'effectuer dans Street Gears. Ils peuvent permettre d'accéder à des endroits cachés, de gagner de la vitesse ou simplement de gagner des points. 12 tricks différents, faisables sur le sol ou en l'air, étaient accessibles au lancement du jeu.

## Serveur privé
Depuis 2021, un serveur privé de Project Street Gears a ouvert et permet de rejouer au jeu, à l'exact de l'expérience de 2008, sans les achats intégrés.